# Victor Basili
Pour les articles homonymes, voir Basili.
Victor R. Basili (né le 13 avril 1940 à Brooklyn, New York ), est professeur émérite au Département d'informatique de l'Université du Maryland. Il est titulaire d'un doctorat en informatique de l'Université du Texas à Austin et docteur honoris causa de l'Université Technique de Kaiserslautern. Il est fellow de l'Association for Computing Machinery (ACM) et de l'Institute of Electrical and Electronic Engineers (IEEE).
De 1982 à 1988, il a été président du Département d'informatique de l'Université du Maryland. Il est actuellement chercheur principal au Fraunhofer Center for Experimental Software Engineering - Maryland et, de 1997 à 2004, a été son directeur exécutif.
Il est bien connu pour ses travaux sur la mesure, l'évaluation et l'amélioration du processus de développement de logiciels, en tant que pionnier de l'ingénierie logicielle empirique, notamment à travers ses articles sur l'approche objectif / question / métrique, le paradigme d'amélioration de la qualité et sur Experience Factory. Ces idées ont été développées au laboratoire d'ingénierie logicielle (SEL) du Goddard Space Flight Center de la NASA, qu'il a aidé à créer et dont il a été directeur de 1976 à 2002.
Il a été le directeur de thèse de Lionel Briand et Carolyn Seaman, entre autres. Il a écrit 8 livres et plus de cent articles scientifiques.